# Aiti
Aiti là một xã ở Haute-Corse trên đảo Corse, Pháp. Xã này có diện tích 12,17 km², dân số năm 1999 là 24 người. Khu vực này có độ cao 735 mét trên mực nước biển.

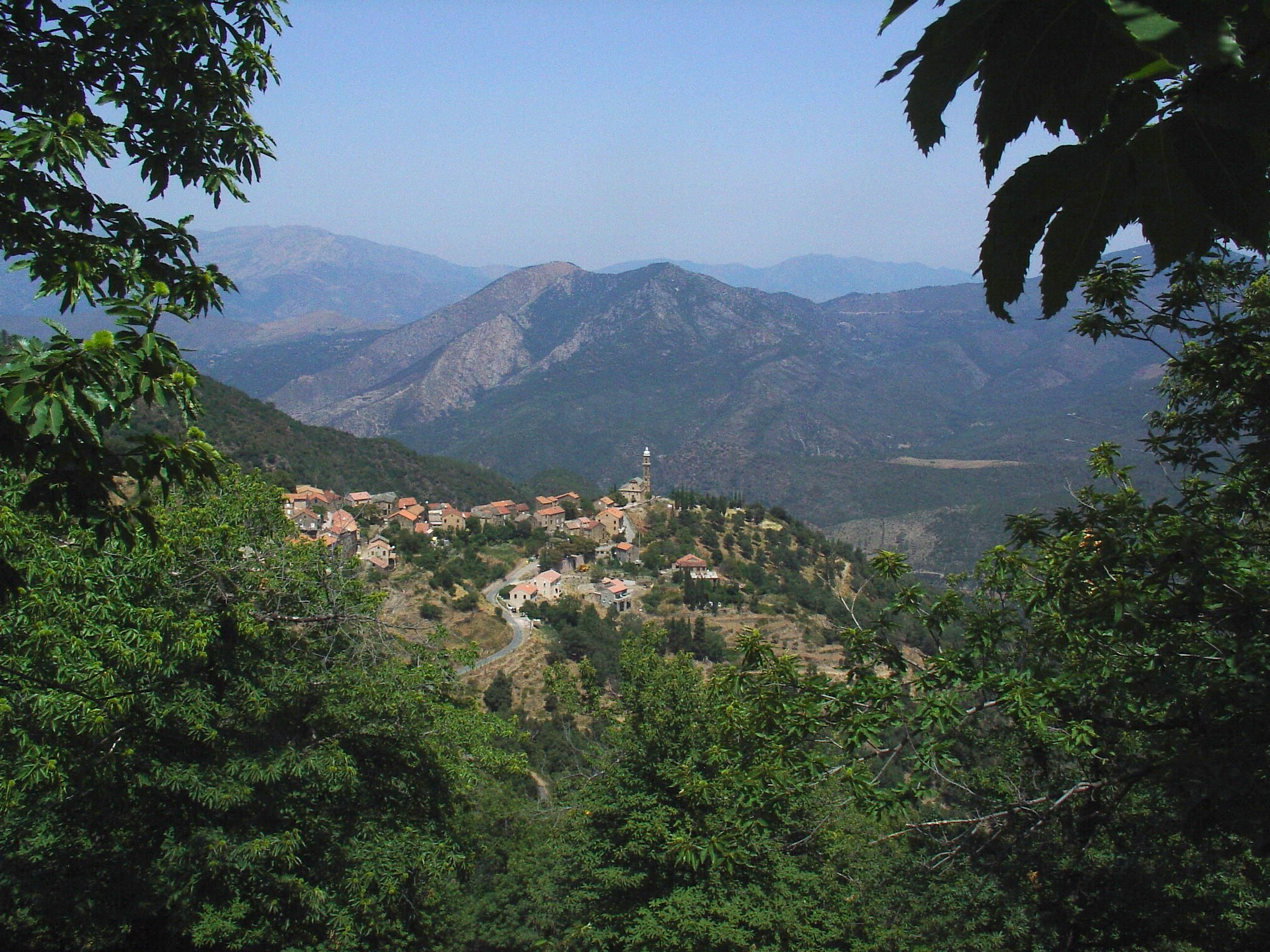
Aïti
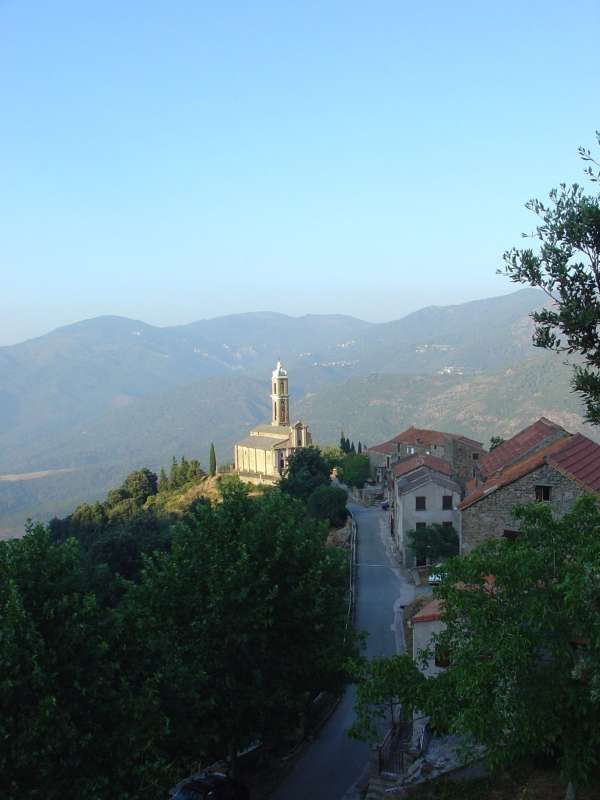
Aïti